# Religioni in Botswana

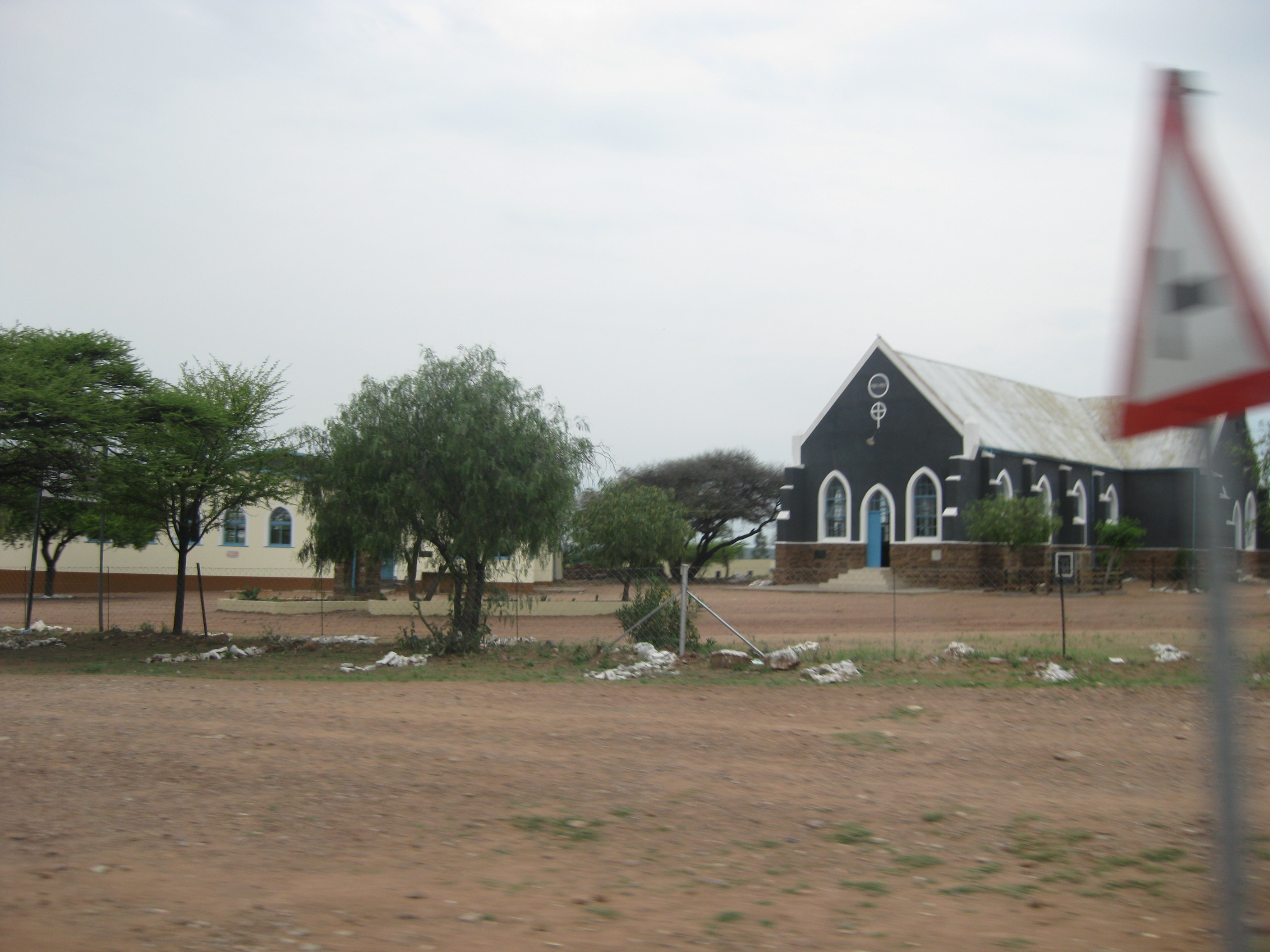
Una chiesa a Molepolole.

Si stima che circa il 70 per cento dei cittadini del Botswana si identificano come cristiani. 

## Censimento
La maggioranza dei credenti nel cristianesimo sono protestanti e i maggiori gruppi sono costituiti da  anglicani, metodisti e "Chiesa Unita congregazionale del Sud Africa"; sono presenti anche congregazioni rifacentesi al luteranesimo, al battismo, ai Mennoniti e alla "Chiesa riformata olandese". Oltre ai protestanti vi sono i Testimoni di Geova, i cattolici, la Chiesa di Gesù Cristo dei Santi degli Ultimi Giorni (i Mormoni), gli Avventisti del Settimo Giorno e la Chiesa universale del regno di Dio; infine sono presenti seguaci di William M. Branham ed altri movimenti.
Secondo il censimento del 2001, il paese ospita anche una comunità di musulmani, soprattutto di origine meridionale, in un numero di poco più di 5.000 unità; sempre  Il censimento d'inizio millennio elenca anche circa 3.000 devoti all'induismo e 700 bahá'í. I membri di ogni comunità stima che questi dati siano sottostimati in modo significativo per i rispettivi numeri. Il 6% dei cittadini sono praticanti di Badimo, una delle tradizionali religioni africane. Circa il 20% dei cittadini invece non dichiara né professa alcuna religione. I servizi religiosi sono ben frequentati nelle zone sia rurali che urbane.